# Referendumul constituțional din România, 1938
Referendumul constituțional din 1938 din Regatul României a fost convocat la data de 24 februarie 1938 pentru aprobarea unei noi constituții care acorda puteri dictatoriale regelui Carol al II-lea.
Votul s-a desfășurat prin exprimarea opțiunii „da” sau „nu” în fața unui birou electoral, iar tăcerea era considerată un vot pentru „da”. Participarea la vot a fost obligatorie, iar amendamentele au fost aprobate cu 99,87% din voturi. Procesul a fost caracterizat de intimidări pe scară largă.

## Context
Modificările propuse la constituție au inclus: 
- Acorda regelui puterea de a legifera și puterea exclusivă de a modifica constituția
- Stabilea ca guvernul să aibă responsabilități exclusive față de rege
- Permitea regelui să dizolve Parlamentul în orice moment și să guverneze prin decret
- Limita atribuțiile Parlamentului la adoptarea legilor de „interes național”
- A doua cameră este numită în proporție de 50% de rege și restul din organizații profesionale
- Creștea vârsta de vot de la 21 la 30 de ani
- Interzicea „propaganda revoluționară”

## Rezultate
| Alegere                 | Voturi    | %     |
| ----------------------- | --------- | ----- |
| Pentru                  | 4.297.581 | 99,87 |
| Împotrivă               | 5.483     | 0,13  |
| Total                   | 4.303.064 | 100   |
| Sursa: Direct Democracy |           |       |